# Big Night
Big Night es una película estadounidense de 1996 dirigida por Campbell Scott y Stanley Tucci.

## Argumento
La película, ambientada en una pequeña ciudad de la costa de Nueva Jersey en los años 1950, cuenta la historia de dos hermanos inmigrantes italianos de los Abruzos quienes manejan un restaurante llamado "Paradise". Uno de los hermanos, Primo (Tony Shalhoub), es un chef brillante y perfeccionista que se fastidia con las expectativas de sus clientes de una cocina italiana "americanizada". La oferta de su tío para que regresen a Roma para ayudarlo en su restaurante se está volviendo más y más atrayente para Primo. El otro hermano, Secondo (Tucci), es el mánager del restaurante, y está enamorado de las posibilidades que presenta una nueva vida en Estados Unidos. A pesar de los esfuerzos de Secondo y la magnífica comida de Primo, su restaurante está fracasando.

## Reparto
- Tony Shalhoub: Primo
- Stanley Tucci: Secondo
- Marc Anthony: Cristiano
- Larry Block: Man in Restaurant
- Caroline Aaron: Woman in Restaurant
- Andre Belgrader: Stash
- Minnie Driver: Phyllis
- Peter McRobbie: Loan Officer
- Isabella Rossellini: Gabriella
- Liev Schreiber: Leo
- Pasquale Cajano: Alberto N. Pisani
- Christine Tucci: Woman Singer
- Gene Canfield: Charlie
- Ian Holm: Pascal
- Allison Janney: Ann